# Euchromia discifera
Euchromia discifera är en fjärilsart som beskrevs av Hans Zerny 1912. Euchromia discifera ingår i släktet Euchromia och familjen björnspinnare. Inga underarter finns listade i Catalogue of Life.